# Coy Glen
Coy Glen – strumień w Stanach Zjednoczonych, w stanie Nowy Jork, w hrabstwie Tompkins. Strumień jest jednym z dopływów Cayuga Inlet, wpada do tejże w miejscowości Ithaca. Długość cieku nie została określona, natomiast powierzchnia zlewni wynosi 9,2 km².